# G.B. Weygaard
Hans Peter Georg Blicher Weygaard (19. februar 1875 - 1933) var en dansk politiker, som repræsenterede Socialdemokraterne i Københavns Borgerrepræsentation og Folketinget siden 1924. Ved hans død var han inspektør ved Rodeforvaltningen i København.
Waygaard var født i Store Lyngby ved Arresø, hans forældre var gårdmanden Hans Andersen og Karoline Hansen. Han blev uddannet som skomager og arbejdede ved landbruget frem til han i 1900 blev ansat af Københavns kommune, og siden 1922 skatteinspektør. Mellem 1910-12 og fra 1917 til 1932 var han medlem af Københavns Borgerrepræsentation, og i 1924 blev han i Roskilde valgt til Folketinget.
Fra 1919 var han formand for den største statsanerkendte sygekasse Fremtiden, og spillede derigennem en ledende skikkelse i sygekassebevægelsen. Han skrev i 1923 i forbindelse med Fremtidens 25års jubilæum "Sygekassen Fremtiden 1898", der handler om dens historie.
Weygaard blev om aften den 4. april 1933 fundet død efter han havde begået selvmord ved Øresundskysten, ved siden af hans lig lå en revolver. Han havde året forinden trukket sig tilbage fra det politiske liv af helbredshensyn.